# Выезжий Лог
Выезжий Лог — деревня в Манском районе Красноярского края, административный центр Выезжелогского сельсовета.

## География
Находится в южной части района в примерно в 84 километрах по прямой на юг от районного центра села Шалинское и в 1 км от посёлка и станции Мана Партизанского района.

### Климат

Выезжий Лог, река Мана, памятный знак о съёмках фильма с Владимиром Высоцким

Климат резко континентальный с холодной, продолжительной зимой и коротким жарким летом. Средние температуры июля и августа не опускаются ниже 17,6 °С. Периоды с температурой выше 0 и 10 °С имеют продолжительность, соответственно 183 и 103 дня. Длительность безморозного периода не превышает 83 дня. Относительная влажность воздуха довольно высокая. Средняя температура января −18,2°С, июля +19,1 °С. Абсолютный минимум температур — 53 °С, максимум +36 °С. Среднее количество осадков, выпадающих с ноября по март — 85 мм, с апреля по октябрь — 369 мм. Появление устойчивого снежного покрова приходится на октябрь — ноябрь. Средняя дата образования устойчивого снежного покрова 2 ноября. Средняя высота снежного покрова за зиму 29 см.

## История
Деревня основана в 1908 году. В 1926 году отмечено 315 жителей. В 1968 году в деревне проходили натурные съемки фильма «Хозяин тайги» с участием Владимира Высоцкого.

## Население
| 2010 |
| ---- |
| 409  |

Постоянное население составляло 448 человек в 2002 году (95 % русские), 409 человека в 2010 году.